# Phortica orientalis
Phortica orientalis är en tvåvingeart som först beskrevs av Friedrich Georg Hendel 1914.  Phortica orientalis ingår i släktet Phortica och familjen daggflugor.
Artens utbredningsområde är Taiwan. Inga underarter finns listade i Catalogue of Life.